# Eulomalus rugosus
Eulomalus rugosus är en skalbaggsart som beskrevs av Zhang och Zhou 2007. Eulomalus rugosus ingår i släktet Eulomalus och familjen stumpbaggar. Inga underarter finns listade i Catalogue of Life.